# Бабиновичский заказник
Баби́новичский заказник (бел. Бабі́навіцкі заказнік) — ландшафтный заказник республиканского значения в Белоруссии. Расположен в Лиозненском районе Витебской области. Основан в 1998 году.

## Организация
Бабиновичский республиканский ландшафтный заказник образован постановлением Совета министров Республики Беларусь от 17 сентября 1998 года № 1458:

Республиканский ландшафтный заказник «Бабиновичский» образуется в Лиозненском районе Витебской области в целях сохранения уникального ландшафтного комплекса с популяциями редких и исчезающих видов растений и животных, занесенных в Красную книгу Республики Беларусь, а также особо ценных и эталонных лесных насаждений, являющихся генофондом лесов Республики Беларусь.
Общая площадь территории изначально составляла 10 547 га (105,47 км²). 24 декабря 2019 года вышло постановление Совета министров № 906, согласно которому площадь заказника была увеличена до 11 514,72 га (115,1472 км²).
Управление заказником осуществляет Лиозненский райисполком.

## Ландшафт
Территория, вошедшая в состав заказника, сформировалась под воздействием Поозёрского оледенения и сложена поверхностно залегающими озёрно-ледниковыми отложениями. Рельеф плоский, местами бугристый, с обилием дюн, камовых и моренных взгорков. Возвышенные участники чередуются с речными долинами и лощинами. Южная часть территории заказника относится к Лучосской низине.
К гидрографической сети заказника относятся озёра Зеленское (Бабиновичское) и Ситнянское, верховья рек Черница, Лучоса и Верхита, а также многочисленные лесные ручьи.
Почвы дерново-слабоподзолистые, на 3/4 песчаные и супесчаные, на 1/4 — суглинистые и глинистые.

## Флора и фауна
94 % территории Бабиновичского заказника покрыты сосновыми, еловыми и берёзовыми лесами. Из лиственных деревьев также встречаются осина, чёрная и серая ольха, ясень, клён, вяз, липа, дуб, граб. Местами попадаются пойменные и суходольные луга.
Флора заказника насчитывает около 500 видов сосудистых растений, из которых 460 — травянистые растения и кустарнички, 18 — кустарники и полукустарники, 17 — деревья. 11 видов растений, встречающихся на территории, занесены в Красную книгу Республики Беларусь: лунник оживающий, ятрышник мужской, шпажник черепитчатый, линнея северная, колокольчик широколистный, пальчатокоренник балтийский, борец шерстистоусый, лук медвежий, осока корневищная, та́йник яйцевидный, горечавка крестообразная, баранец обыкновенный.
Фауна представлена 145 видами наземных позвоночных животных. В их числе 26 видов млекопитающих, среди которых наиболее распространены мышевидные грызуны, белка, ёж, заяц-русак, заяц-беляк, лесная куница, лисица, лесной хорь, горностай. Также встречаются бобр, выдра, американская норка, кабан, лось, благородный олень, косуля. В Красную книгу Республики Беларусь включены 11 редких видов птиц и млекопитающих: большой кроншнеп, большой улит, филин, большая выпь, пустельга, болотная сова, сплюшка, домовый сыч, черный аист, бурый медведь, обыкновенная рысь.

## Исторические достопримечательности
На территории заказника находятся древние городища, курганные могильники и остатки укреплений XVIII века, а также наполеоновские захоронения времён Отечественной войны 1812 года.